# Марк, Поуль
Поуль Сёренсен Марк (дат. Povl Sørensen Mark; 19 июня 1889, Erslev, Морсё — 18 января 1957, Оденсе) — датский гимнаст, серебряный призёр летних Олимпийских игр 1912 года в командном первенстве по шведской системе.